# Black and Brown!
Albums par Black Milk
Random Axe
(2011) No Poison No Paradise
(2013)
Albums par Danny Brown
XXX
(2011) The OD EP
(2012)
Black and Brown! est un EP collaboratif de Black Milk et Danny Brown, sorti le 1er novembre 2011.

## Liste des titres
| No  | Titre         | Contient un (des) sample(s) de                                        | Durée |
| --- | ------------- | --------------------------------------------------------------------- | ----- |
| 1.  | Sound Check   |                                                                       | 1:08  |
| 2.  | Wake Up       | Wake Up (Set Your Sights) d'Uriah Heep Pee-Wee's Dance de Joeski Love | 2:27  |
| 3.  | Loosie        |                                                                       | 2:52  |
| 4.  | Zap           | The Fifth Season de Machiavel                                         | 3:30  |
| 5.  | Jordan VIII   |                                                                       | 1:32  |
| 6.  | Dada          | The Last Time de Dada                                                 | 2:03  |
| 7.  | WTF           |                                                                       | 1:12  |
| 8.  | LOL           | Don't Need Nobody de Bayeté L.O.L de Danny Brown                      | 3:01  |
| 9.  | Dark Sunshine |                                                                       | 1:12  |
| 10. | Black & Brown |                                                                       | 3:39  |

| 11. | Nandos | 1:14 |